# Mặt trận Bình dân Giải phóng Palestine
Mặt trận Bình dân Giải phóng Palestine (Popular Front for the Liberation of Palestine - PFLP) (tiếng Ả Rập: الجبهة الشعبية لتحرير فلسطين, al-Jabhah al-Sha`biyyah li-Tahrir Filasṭīn) là một tổ chức Mác-Lênin và chủ nghĩa xã hội cách mạng Palestine thành lập vào năm 1967 bởi George Habash. Nó liên tục là nhóm lớn thứ hai trong số các nhóm thành lập Tổ chức Giải phóng Palestine (PLO, thành lập năm 1964), lớn nhất là Fatah (thành lập năm 1959). Tính đến  năm 2015 sự tham gia tẩy chay PFLP trong Ủy ban điều hành PLO  và Hội đồng quốc gia Palestine.
Ahmad Sa'adat đã từng là Tổng thư ký của PFLP từ năm 2001. Ông đã bị kết án vào tháng 12 năm 2006 đến 30 năm trong một nhà tù Israel. PFLP hiện coi cả chính phủ do Fatah lãnh đạo ở Bờ Tây và chính quyền Hamas ở Dải Gaza là bất hợp pháp vì cuộc bầu cử cho Chính quyền Quốc gia Palestine đã không được tổ chức kể từ năm 2006. Hoa Kỳ, Nhật Bản, Canada, Úc, và Liên minh châu Âu  đã chỉ định PFLP là một tổ chức khủng bố.
Từ khi thành lập, PFLP đã tìm kiếm các nhà tài trợ là các quốc gia siêu cường thế giới và trong khu vực, và thiết lập quan hệ sớm với Cộng hòa Nhân dân Trung Hoa, Liên Xô và, vào nhiều thời điểm, với các cường quốc khu vực như Syria, Nam Yemen, Libya và Iraq, cũng như với bên trái - các nhóm trên khắp thế giới, bao gồm PKK, FARC và Hồng quân Nhật Bản.  Khi sự hỗ trợ đó giảm dần hoặc dừng lại, vào cuối những năm 1980 và 1990, PFLP đã tìm kiếm các đồng minh mới và phát triển liên hệ với các nhóm Hồi giáo liên kết với Iran, bất chấp sự tuân thủ mạnh mẽ của PFLP đối với chủ nghĩa thế tục và chống giáo sĩ. Mối quan hệ giữa PFLP và Cộng hòa Hồi giáo Iran đã biến động - nó được củng cố do Hamas rời khỏi Iran do các vị trí khác nhau trong Nội chiến Syria. Iran đã ủng hộ PFLP vì lập trường ủng hộ Assad và đã sự gia tăng hỗ trợ tài chính và quân sự cho tổ chức này.
PFLP nói chung đã có một đường lối cứng rắn đối với khát vọng quốc gia của người Palestine, chống lại lập trường ôn hòa hơn của Fatah. Nó không công nhận Nhà nước Israel, nó phản đối các cuộc đàm phán với chính phủ Israel và ủng hộ giải pháp một nhà nước cho cuộc xung đột giữa người Palestine ở Israel. Cánh quân sự của PFLP được gọi là Lữ đoàn Abu Ali Mustapha. PFLP nổi tiếng với những vụ cướp máy bay vũ trang tiên phong vào cuối những năm 1960 và đầu những năm 1970. Theo thành viên Bộ Chính trị PFLP  và cựu không tặc máy bay Leila Khaled, PFLP không coi đánh bom tự sát là một hình thức chống lại sự chiếm đóng hoặc là một hành động hay chính sách chiến lược và không còn thực hiện các cuộc tấn công như vậy.  